# Sieger Köder

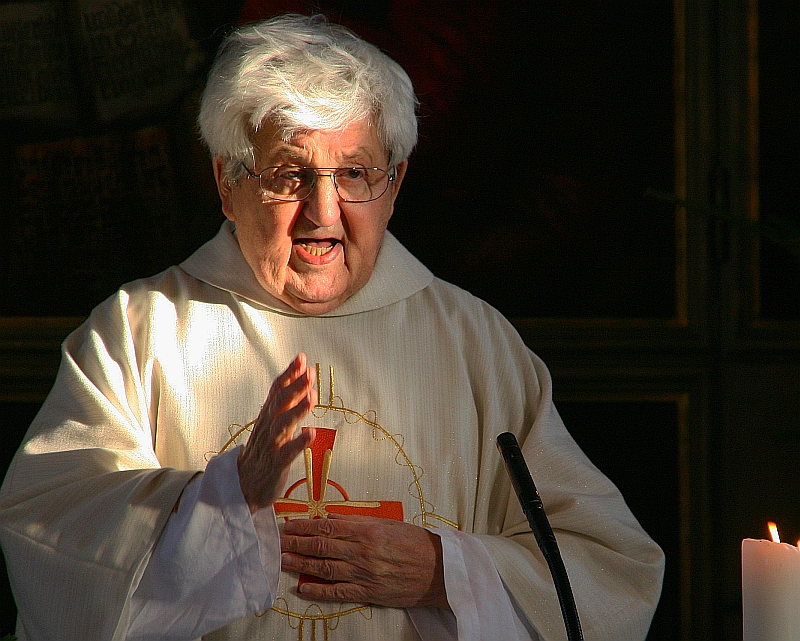
Msgr. Sieger Köder an seinem 86. Geburtstag, 2011

Sieger Köder (* 3. Januar 1925 in Wasseralfingen; † 9. Februar 2015 in Ellwangen) war ein deutscher katholischer Priester und Künstler. Köder zählt zu den bekanntesten deutschen Malern christlicher Kunst und Krippenbauern des 20. Jahrhunderts. Er galt als ein kraftvoller und farbgewaltiger „Prediger mit Bildern“.

## Leben
Sieger Köder kam 1925 als Sohn des damaligen Stadtpflegers Sebastian Köder und dessen Ehefrau Maria (geb. Hug) im Wasseralfinger Rathaus zur Welt. Nach dem Besuch der Volksschule Wasseralfingen von 1931 bis 1935 legte er 1943 am Peutinger-Gymnasium Ellwangen das Abitur ab. Es folgten Reichsarbeitsdienst, Wehrmacht und Kriegsgefangenschaft bei Saint-Malo in der Bretagne. Seit seiner Schulzeit war er Mitglied im Bund Neudeutschland, für den er später eine Reihe von Werken schuf, so z. B. 1956 die Illustrationen für dessen Jugend-Liederbuch „Der Köcher“.
Köder studierte von 1946 bis 1947 an der Staatlichen Höheren Fachschule für Edelmetalle in Schwäbisch Gmünd Ziselieren und Silberschmieden, danach bis 1951 Malerei und Kunstgeschichte an der Akademie der Bildenden Künste in Stuttgart. Seine Hochschullehrer waren unter anderem Karl Zeller (Zeichnen), Karl Hils (Werken) und Hermann Sohn (Malen). Von 1951 bis 1952 studierte er in Tübingen Anglistik und legte ein Referendarjahr in Stuttgart ab.
1954 bis 1965 war Köder Kunsterzieher am Schubart-Gymnasium in Aalen. In dieser Zeit war er neun Jahre lang Mitglied im Gemeinderat der damals noch selbständigen Stadt Wasseralfingen.
Von 1965 bis 1970 studierte er katholische Theologie an der Eberhard Karls Universität Tübingen. 1970 trat er ins Priesterseminar Rottenburg ein und wurde 1971 zum Priester geweiht. Von 1971 bis 1975 war er Vikar in Ulm (St. Maria Suso), ab 1975 Pfarrer von Rosenberg und von Hohenberg. In dieser Zeit gestaltete er das Innere der Jakobuskirche auf dem Hohenberg um, war Mitinitiator des Fränkisch-Schwäbischen Jakobswegs und pilgerte auf dem Jakobsweg nach Santiago de Compostela.
Ab 1995 war Köder im Ruhestand und lebte in Ellwangen (Jagst). Er ist auf dem Friedhof von Wasseralfingen an der südlichen Friedhofsmauer direkt neben seinem Urgroßvater Georg Schneider (* 23. April 1825; † 8. August 1894), an den dort ein eisernes Epitaph erinnert, im Grabfeld 1/1 bestattet.

## Werke (Auswahl)

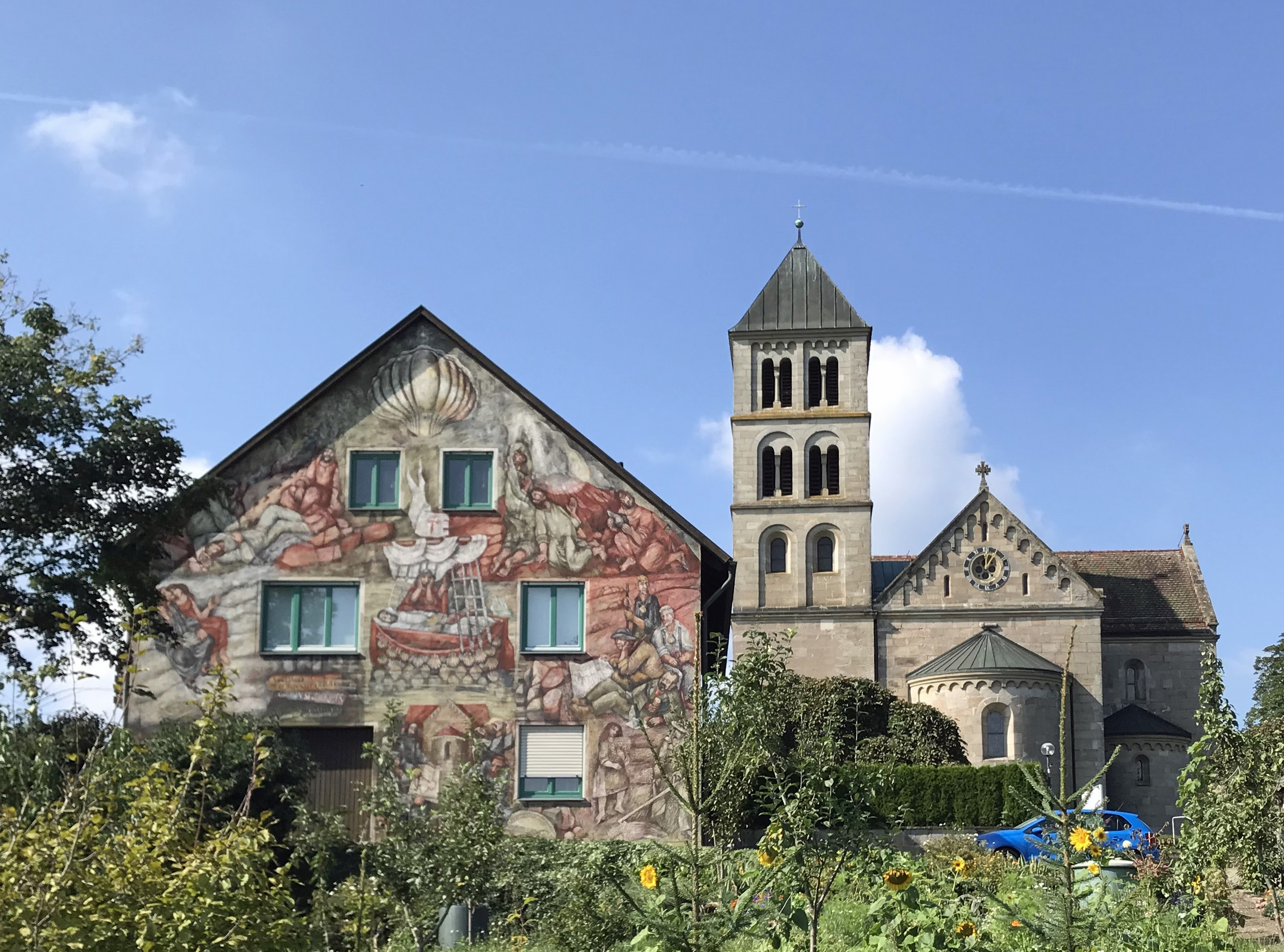
Jakobushaus in Hohenberg

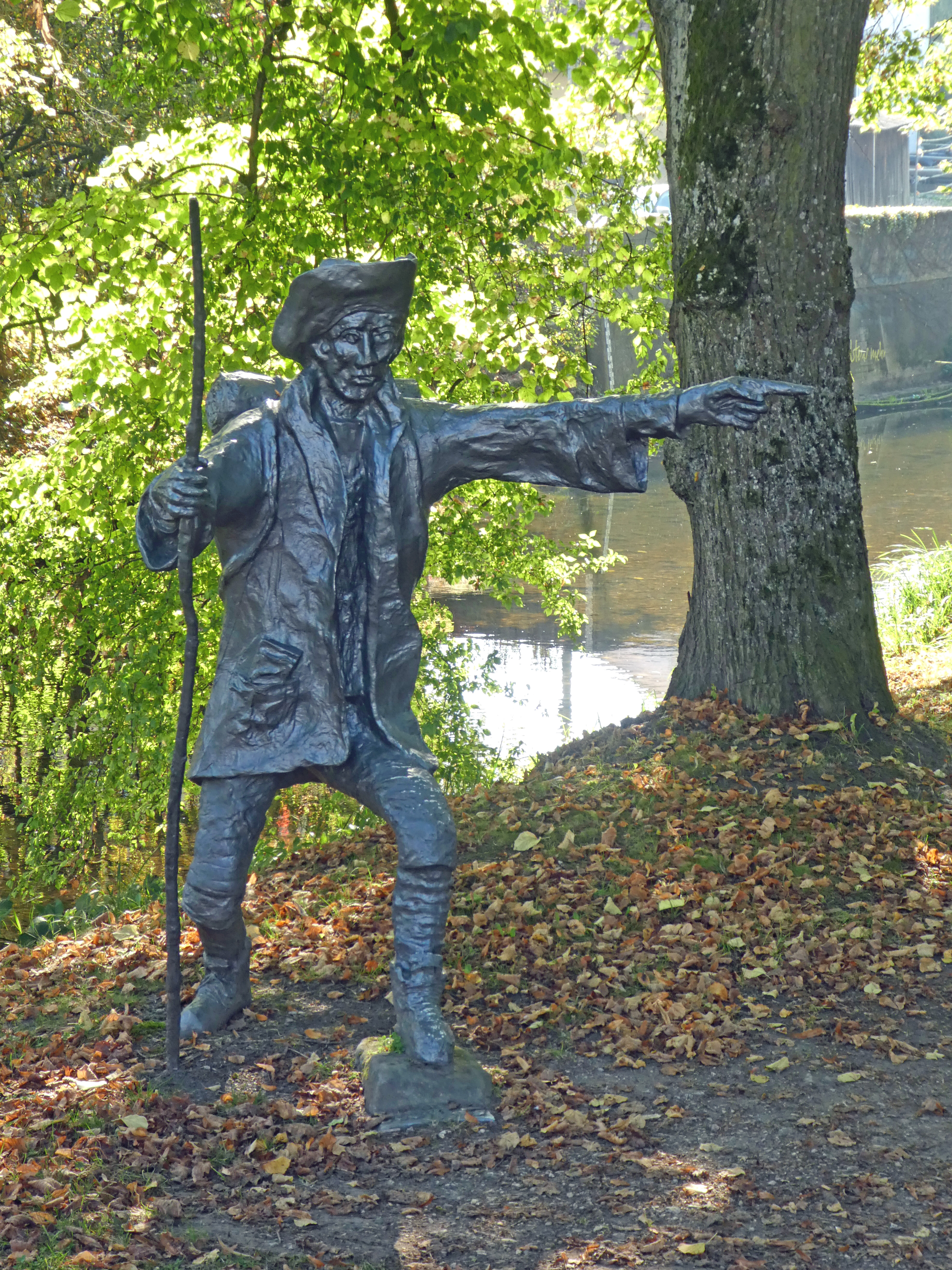
Jakobspilger, Eisen 2012. Die lebensgroße Figur steht in Wasseralfingen einer Grünanlage zwischen Kocher und altem Mühlenkanal.

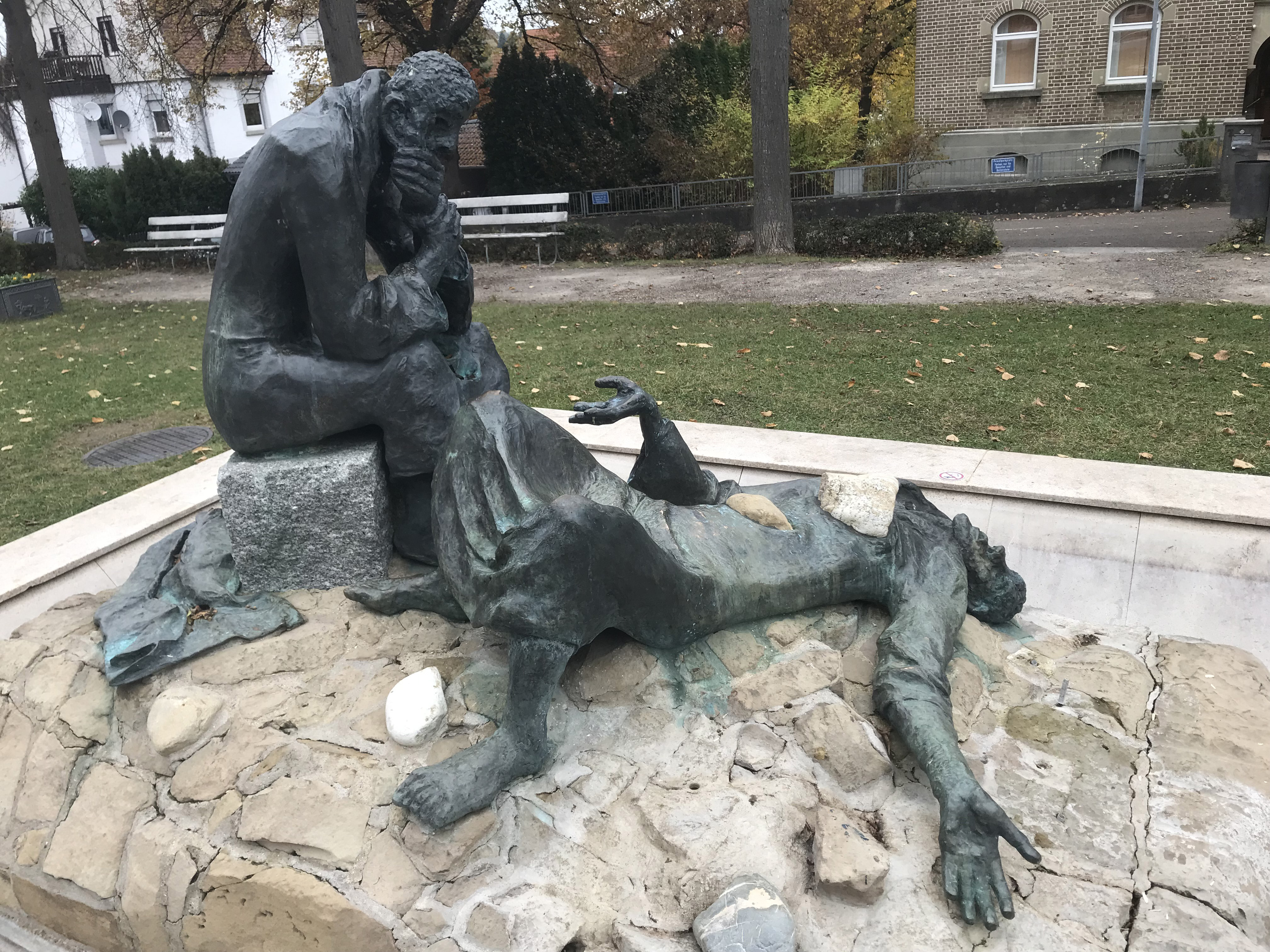
Stephanus-Saulus-Brunnen, Bronze 2006, neben der Stephanuskirche in Wasseralfingen. Der Hl. Stephanus liegt gesteinigt am Boden. Daneben sitzt der trauernde, verzweifelte Saulus, der später zum Christentum bekehrte Apostel Paulus.

### Ostalbkreis
- Abtsgmünd: Jakobuskapelle in Wöllstein, Wandgemälde „Das Hühnerwunder“, 2002
- Bargau: Jakobuskirche, Ölgemälde „Pilgergruppe“ (dieselben Pilger wie bei der Plastik auf dem Parkplatz von Hohenberg)
- Ebnat: Aussegnungshalle, Totentanz-Fenster und Kreuz
- Ellwangen: Franziskuskapelle im Kinderdorf Marienpflege (Eingangstür, Altar, Tabernakel, Kreuz, Wandgemälde „Franziskus feiert 1223 das Weihnachtsfest in Greccio“, Glasfenster „Sonnengesang“ und „Stigmatisation“), Heilig-Geist-Kirche (gesamte Einrichtung der Kirche, Glasfenster), Basilika St. Vitus (Altar und zwei Bildfenster in der Michaelskapelle), Wallfahrtskirche Schönenberg (Krippe), Mahnmal im Galgenwald (2001), Kapelle im Mutterhaus der St.-Anna-Schwestern (Bronzetür), Pfarrkirche von Eggenrot (Patriziusfenster)
- Hohenberg: Jakobuskirche (28 Bildfenster, Altar, Ambo, Weihnachtskrippe), Aussegnungshalle (3,60 Meter hohes Osterkreuz und drei Bildfenster), Jakobushaus (zwei ganzflächige Wandbemalungen), Plastiken „Pilgergruppe“ auf dem Parkplatz und „Toter Mönch“ auf der Friedhofsmauer
- Hüttlingen: Aussegnungshalle, Kreuz
- Niederalfingen: Burg Niederalfingen, Wandgemälde in der alten Burgkapelle, 1953
- Oberkochen: Bürgersaal, Wandteppich, 1968
- Rosenberg: Pfarrkirche Mater Dolorosa (Flügelaltar, 14 Kreuzwegtafeln, Deckenbild „Marientod“, Weihnachtskrippe, Pilgerrucksack außen an der Kirchentür), drei Plastiken vor dem Rathaus (Mönch, Pflanzensetzerin, Glasbläser), Aussegnungshalle auf dem Friedhof (Kreuz), Josefskapelle in Hinterbrand (fünf Bildfenster, Bretterkrippe), Kapelle zur „Mutter vom guten Rat“ in Hütten (vier Bildfenster, Kastenkrippe), Jakobuskapelle am Holzmühlesee (Fenster, zusammen mit Rudolf Kurz), Plastik „Jakobspilger“ an der Jakobsquelle am Ortsende Richtung Hohenberg
- Wasseralfingen: Kirche St. Stephanus (Flügelaltäre, Kreuzweg, Weihnachtskrippe), Stephanus-Saulus-Brunnen, Rathaus (Eingangstür mit Messingrelief), Schlosskapelle (Markus-Fenster), Kapelle Ave Maria (Vergoldete Madonna), Plastik „Jakobswegpilger“ am Kocher, Magdalenenkirche (Fenster), Kruzifix vor der Stephanuskapelle („Altes Kirchle“)

### Überregional
- Au (Kanton Zürich): Kapelle Bruder Klaus, Neufassung des Meditationsbildes von Bruder Klaus
- Bad Urach: St. Josef, Altarbild
- Beinstein: Gemeindehaus, zwei Glasfenster („Wasser aus dem Felsen“ und „Wen dürstet, der komme zu mir“), 2002
- Kloster Benediktbeuern: Carmina Burana im Zentrum für Umwelt und Kultur
- Bensberg: St. Nikolaus, Kreuzweg, 1987
- Ergolding: Filialkirche „St. Johannes“ in Piflas, 16 große und vier kleine Bildfenster, 1995–1999
- Gerstetten: Jakobuskirche in Sontbergen, Fenster, 2004[2]
- Hohenmemmingen: Aussegnungshalle, Fenster, 2005
- Hoyerswerda: Katholische Kirche Heilige Familie, mehrere Fenster und Flügelaltar
- Ihlingen: Pfarrkirche, Säulen-Krippe, 2006
- Jena: Christliches Gymnasium, Wandbild „Kommt, folgt mir nach“, 2001
- Kiel: St. Heinrich, Flügelaltar
- Leutershausen: St. Bartolomäus in Hohenroth, Fenster der Taufkapelle, 2003
- Paris: St. Albertus Magnus, Altar und Kirchenfenster in der Kapelle der katholischen Gemeinde deutscher Sprache, 1996
- Pfullingen: Kirche St. Wolfgang, drei Glocken
- Pullach im Isartal: Kapelle am Jesuitenfriedhof, vier großformatige Glasfenster
- Tübingen: Edith-Stein-Karmel, Glasfenster
- Ulm: St. Maria Suso, Wandteppich „Ostern“, in der Vierung vier Ölbilder („Handwaschung“, „Leidensweg“, „Kreuzigung“ und „Pieta“)
- Kloster Ursberg: Aussegnungshalle im Klosterfriedhof, vier Glasfenster („Jakobs Traum“, „Salve Regina“, „Der gute Hirte“ und „Das himmlische Jerusalem“), 2004
- Villa „San Pastore“ bei Palestrina: Wandgemälde „Mahl mit den Sündern“, 1973

## Ehrungen
- Monsignore durch Johannes Paul II. (1985)
- Bundesverdienstkreuz am Bande (13. Juni 1985)[3]
- Professor honoris causa durch das Land Baden-Württemberg
- Dr. theol. h. c. der Philosophisch-Theologischen Hochschule der Salesianer Don Boscos Benediktbeuern (2003)
- Große Ehrenplakette in Silber der Stadt Aalen (2000)
- Verdienstorden des Landes Baden-Württemberg (2000)[3]
- Bürgermedaille in Gold der Stadt Ellwangen (2010)
- Ehrenbürger der Gemeinde Rosenberg (Ostalbkreis), zu seinem 90. Geburtstag (2015)
- In Meckenbeuren gibt es eine nach ihm benannte Straße (→ Lage)

## Museen
Im Mai 2011 wurde in Ellwangen, wo Köder seinen Ruhestand verlebte, das „Sieger Köder Museum Ellwangen – Bild und Bibel“ (→ Lage) eröffnet. Es gibt mit 150 Exponaten auf 670 m² Einblicke in Köders Arbeit, seine theologischen Gedanken und deren bildnerische Umsetzung.
Im Juni 2011 wurde in Rosenberg, wo er von 1975 bis 1995 Pfarrer war, das „Sieger Köder Zentrum – Werk und Bibelgarten“ in Rosenberg (→ Lage) eröffnet.
In seinem Geburtsort Wasseralfingen gibt es seit 2015 einen „Sieger-Köder-Weg“ mit zehn Stationen. Er beginnt am Rathaus, in dem Köder geboren wurde, und endet am Friedhof bei seinem Grab.

## Bilder

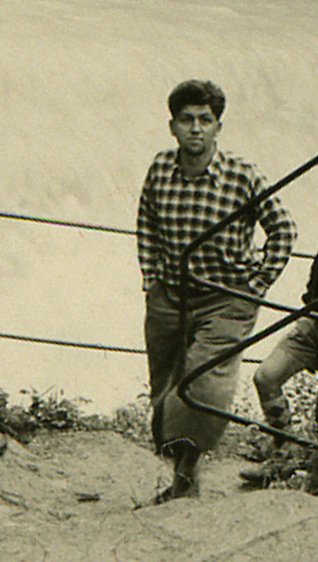
Sieger Köder als Lehrer am Schubart-Gymnasium Aalen, 1956
Sieger Köder vor dem von ihm gestalteten Stephanus-Saulus-Brunnen in Wasseralfingen, 2006
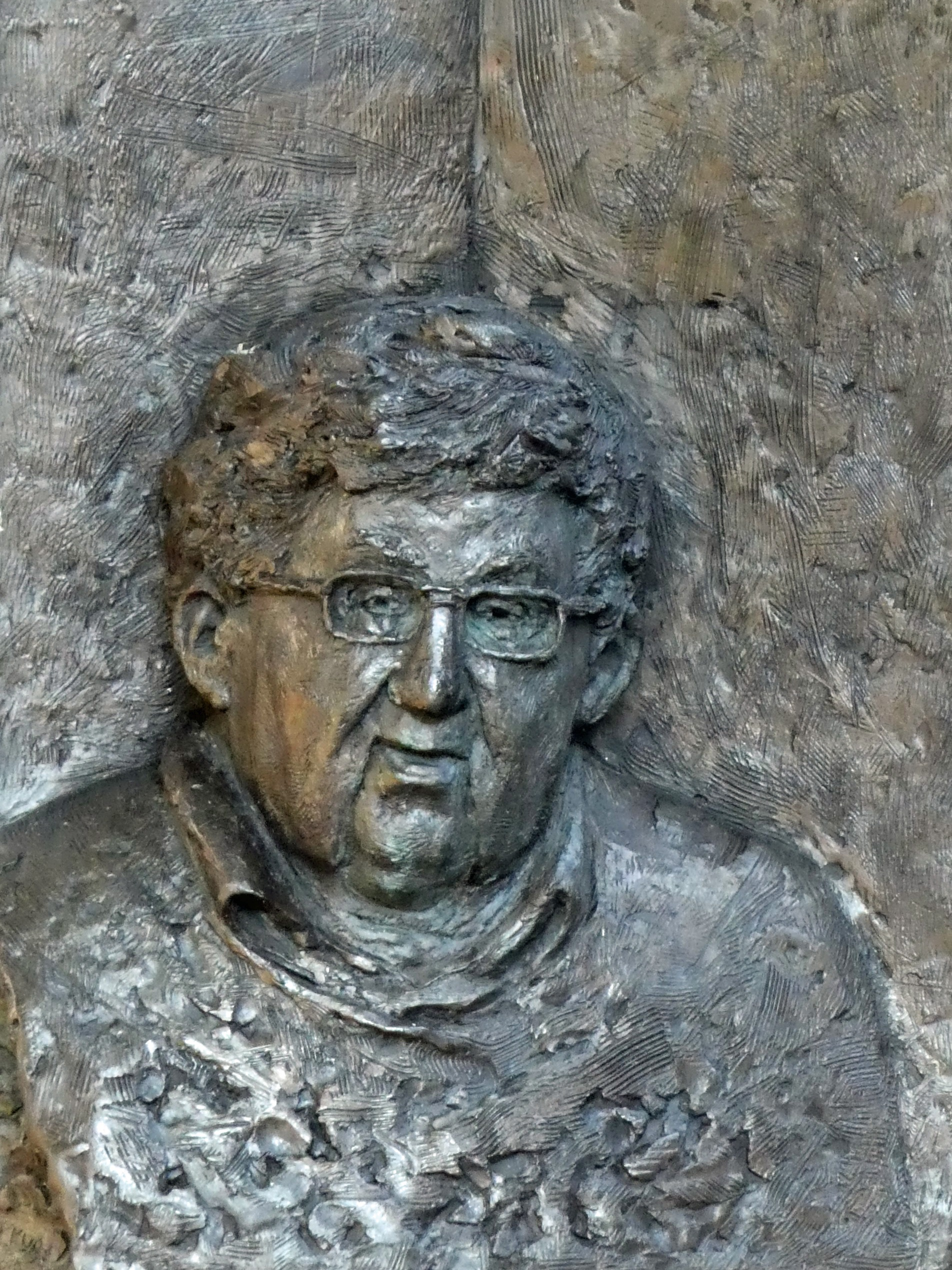
Sieger Köder, Bronzerelief von Rudolf Kurz westlich der St.-Stephanuskirche in Wasseralfingen
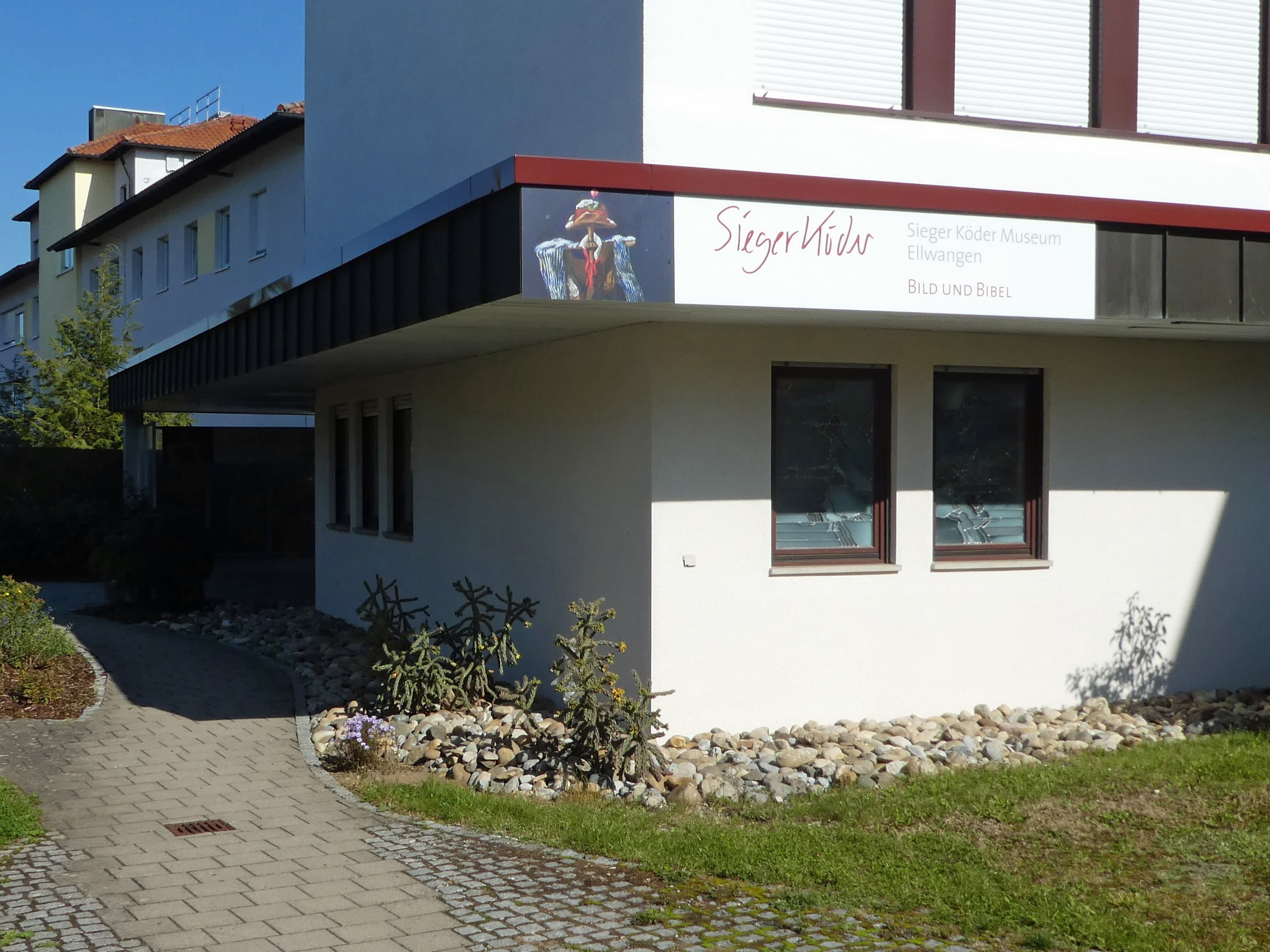
Sieger Köder Museum in Ellwangen
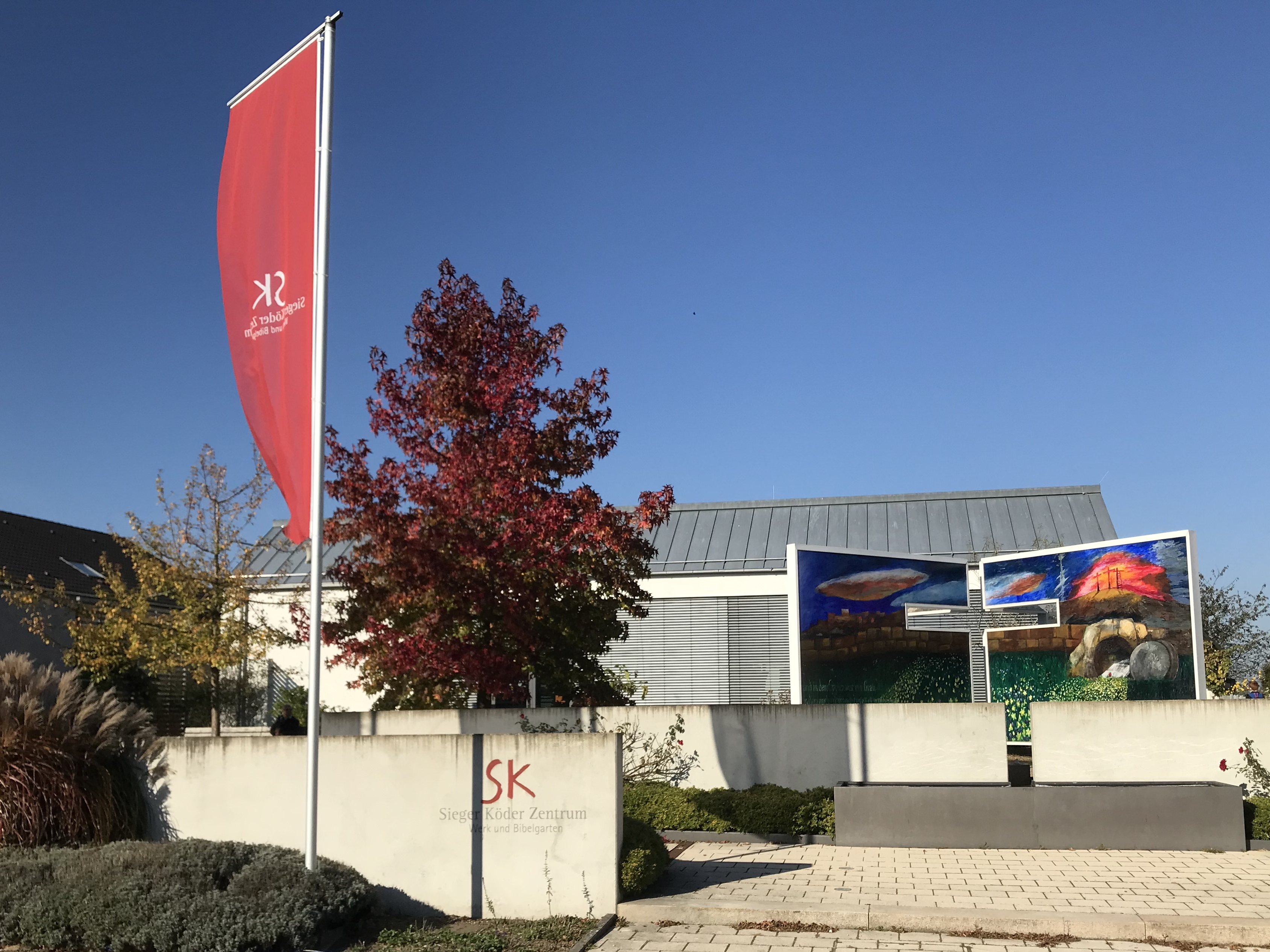
Sieger Köder Zentrum in Rosenberg
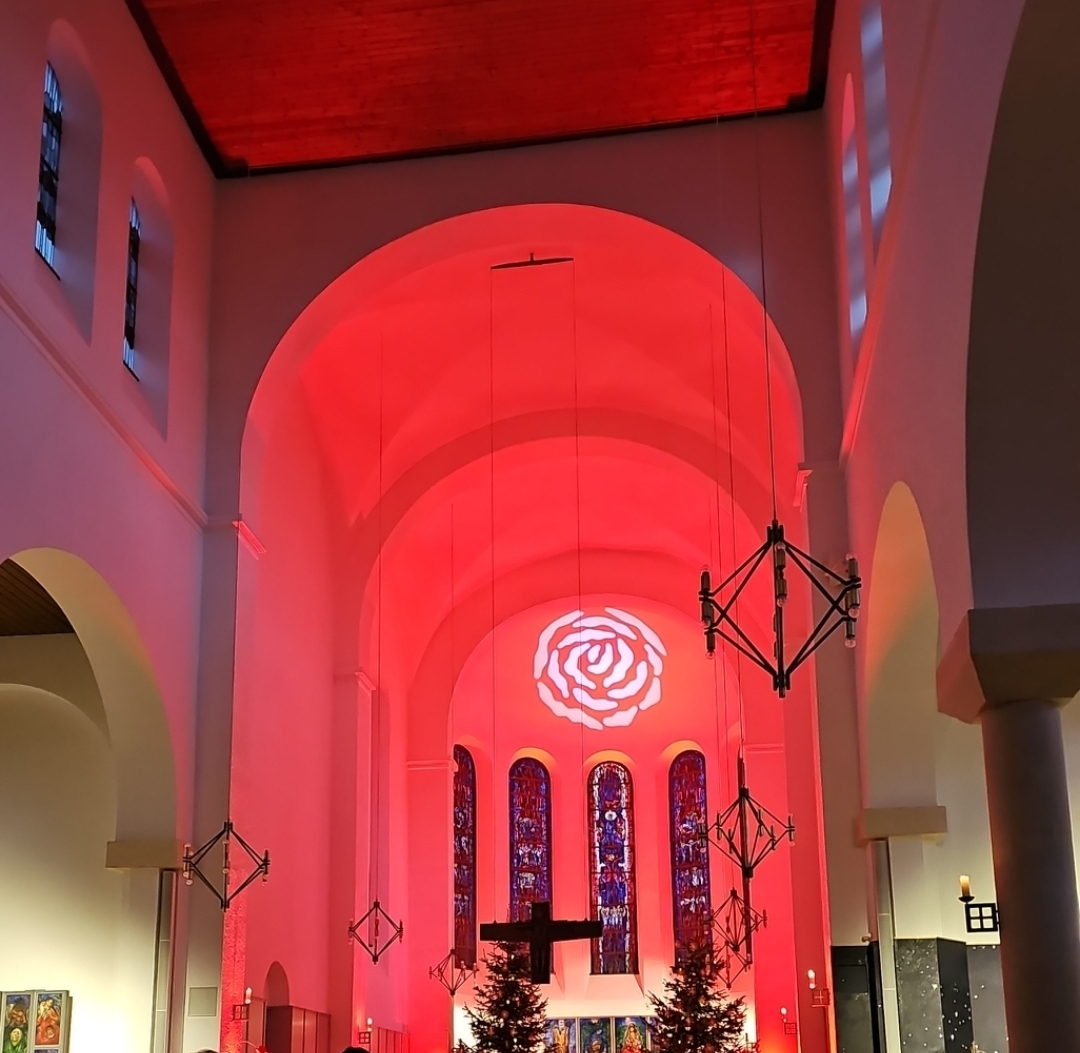
Chorraum der St. Stephanuskirche in Wasseralfingen
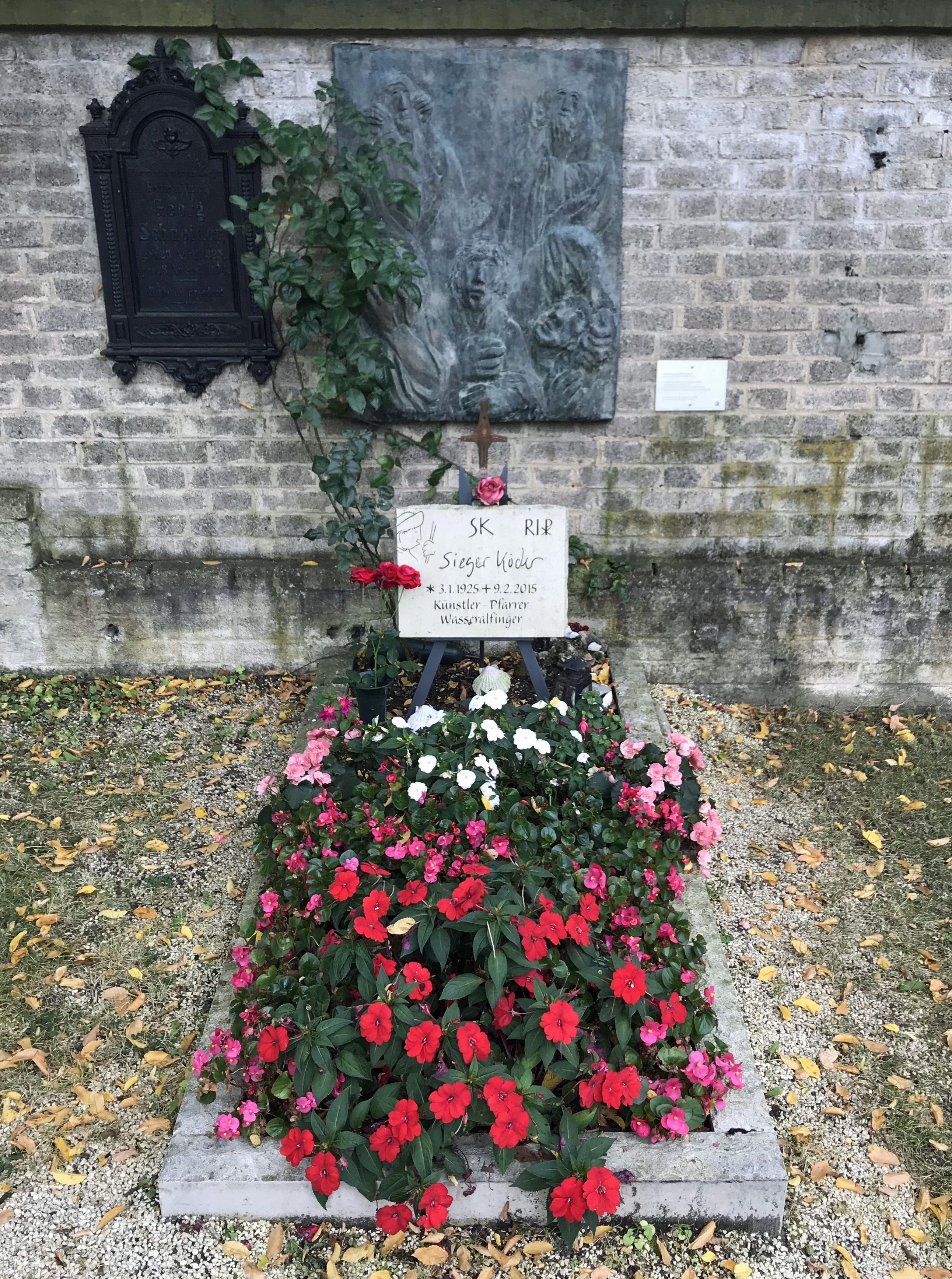
Sieger Köders Grab auf dem Wasseralfinger Friedhof